# Národní rolnická jednota
[ujasnit]
Národní rolnická jednota (zkratka NRJ) byla politická strana za První republiky, která zastupovala zájmy zemědělců.
Stranické kanceláře byly zřízeny v Praze, Brně, Bratislavě, Nitře, Žilině a Prešově. Bylo dokonce zřízeno stranické družstvo "Klas", které poskytovalo úvěry rolníkům, kteří získali polnosti v rámci pozemkové reformy.
Strana vznikla[kdy?] sloučením Československé rolnické jednoty a Slovenské křesťansko-sociální strany.[zdroj?]
Ve volbách v roce 1929 kandidovala strana v bloku, který vedla národní demokracie.